# Jules Demersseman

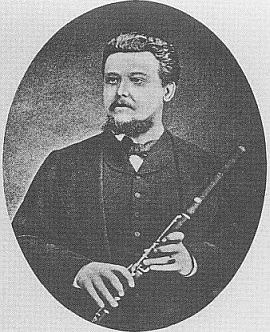
Jules Demersseman

Jules Auguste Demersseman (* 9. Januar 1833 in Hondschoote, Département Nord; † 1. Dezember 1866 in Paris) war ein französischer Flötist und Komponist.

## Leben
Der in Nordfrankreich nahe der belgischen Grenze geborene Demersseman wurde bereits als Elfjähriger Schüler von Tulou am Conservatoire de Paris, gewann dort als Zwölfjähriger den ersten Preis und wurde rasch als Virtuose berühmt. Eine Professur kam allerdings nicht in Frage, da er sich, geprägt durch seinen Lehrer, nicht für den mittlerweile in Frankreich eingeführten modernen Bautypus der Querflöte von Theobald Böhm entscheiden wollte. Demersseman verstarb, noch nicht einmal 34-jährig, vermutlich an Tuberkulose.

## Werk
Demersseman schrieb zahlreiche Werke für sein Instrument, die Flöte. Heute wohl noch am bekanntesten ist sein Solo de Concert Nr. 6 op. 82. Dieses auch als „Italienisches Konzert“ betitelte Werk verwendet im Mittelsatz eine neapolitanische Volksmelodie und schließt mit einem Saltarello. Darüber hinaus war er einer der ersten französischen Komponisten, der Musik für das damals neu entwickelte Saxophon schrieb.